# Rząd Erny Solberg
Rząd Erny Solberg – norweski rząd pod kierownictwem Erny Solberg, powołany 16 października 2013 roku przez króla Haralda V. W skład rządu wchodzą przedstawiciele Partii Konserwatywnej oraz Partii Postępu. Rząd ma także nieformalne poparcie Chrześcijańskiej Partii Ludowej i Partii Liberalnej. Jest to rząd mniejszościowy.

## Tło
Wybory parlamentarne w Norwegii w 2013 roku zakończyły się zwycięstwem koalicji złożonej z centroprawicowej Partii Konserwatywnej, prawicowej Partii Postępu oraz dwóch mniejszych, centrowych partii: Chrześcijańskiej Partii Ludowej i Partii Liberalnej. Cztery partie uzyskały w sumie 96 miejsc w liczącym 169 posłów stortingu, a więc o 11 więcej, niż potrzebowały do uzyskania większości. Rządząca od 2005 roku Partia Pracy uzyskała 30,8% głosów i 55 mandatów, a wraz z koalicjantami – Partią Centrum i Partią Lewicy Socjalistycznej – 40,4% głosów i 72 mandaty. Bezpośrednio po ogłoszeniu wyników wyborów, dotychczasowy premier Jens Stoltenberg zakomunikował, że po ośmiu latach przewodniczenia rządowi ustąpi ze stanowiska. Według wstępnych przewidywań, nową premier miała zostać 52–letnia Erna Solberg, przewodnicząca Partii Konserwatywnej.
Pierwsza sesja parlamentu rozpoczęła się 1 października 2013 roku. Rozmowy dotyczące powołania nowego rządu rozpoczęły się jednak na kilka tygodni wcześniej. Wszystkie cztery partie mające tworzyć rządzącą koalicję zgodziły się na to, by stanowisko premiera otrzymała Erna Solberg. Różne były jednak ich stanowiska w zakresie górnictwa naftowego, imigracji, ochrony środowiska i podatków. Brak kompromisu w kwestii wydobycia ropy naftowej i imigracji spowodował, że z koalicji rządowej wycofały się Chrześcijańska Partia Ludowa i Partia Liberalna. 30 września 2013 roku Erna Solberg poinformowała, że utworzy wraz z Partią Postępu rząd mniejszościowy. Obie partie centrowe poparły ten rząd, lecz zadeklarowały, że nie wprowadzą do niego swoich przedstawicieli w postaci ministrów.
7 października 2013 roku Partia Konserwatywna i Partia Postępu uzgodniły warunki współpracy w ramach koalicji rządowej. 16 października gabinet został zaprzysiężony w Pałacu Królewskim w Oslo przez króla Haralda V. Rząd został złożony z premiera i 17 ministrów. Liczba ministrów zmniejszyła się więc o dwóch, co miało związek ze zlikwidowaniem Ministerstwa Rozwoju Międzynarodowego i połączeniem Ministerstwa Kultury z Ministerstwem Kościoła w Ministerstwo Kultury i Kościoła. 11 spośród członków rządu reprezentowało Partię Konserwatywną, zaś pozostała siódemka – Partię Postępu. Rząd tworzyło 9 mężczyzn oraz 9 kobiet. Średnia wieku w momencie zaprzysiężenia wynosiła 44 lata. Trzech członków rządu – w tym premier Erna Solberg – w momencie zaprzysiężenia ukończyło 50. rok życia. Erna Solberg została drugą kobietą – po Gro Harlem Brundtland – na stanowisku premiera Norwegii.

## Zmiany w składzie
Skład rządu pozostawał niezmienny przez przeszło dwa lata. Pierwszej zmiany na stanowiskach ministrów Erna Solberg dokonała 16 grudnia 2015 roku. Utworzono wówczas dwa nowe ministerstwa: Ministerstwo Migracji i Integracji oraz Ministerstwo Spraw Europejskich i Współpracy Nordyckiej. Ministrem migracji i integracji została Sylvi Listhaug, zaś opróżnione przez nią stanowisko ministra rolnictwa zajął Jon Georg Dale. Ministrem spraw europejskich i współpracy nordyckiej została Elisabeth Aspaker, a urząd ministra rybołówstwa, który dotąd piastowała, objął Per Sandberg. Na stanowisku ministra pracy i polityki społecznej Robert Eriksson został zastąpiony przez Anniken Hauglie, a minister kultury i religii, Thorhild Widvey, został zastąpiony przez Lindę Hofstad Helleland. Ministrem klimatu i środowiska w miejsce Tiny Sundtoft został szef kancelarii premiera, Vidar Helgesen, zaś opróżnione przez niego stanowisko zostało zlikwidowane w ramach funkcjonowania rządu.

## Skład rządu (obecny)
Źródło:
| Funkcja                                               | Zdjęcie | Imię i nazwisko           | Partia polityczna | Partia polityczna    | Data powołania                                                     |
| ----------------------------------------------------- | ------- | ------------------------- | ----------------- | -------------------- | ------------------------------------------------------------------ |
| Premier                                               |         | Erna Solberg              |                   | Partia Konserwatywna | 16 października 2013                                               |
| Minister finansów                                     |         | Siv Jensen                |                   | Partia Postępu       | 16 października 2013                                               |
| Minister ds. samorządu terytorialnego i modernizacji  |         | Jan Tore Sanner           |                   | Partia Konserwatywna | 16 października 2013                                               |
| Minister obrony                                       |         | Ine Marie Eriksen Søreide |                   | Partia Konserwatywna | 16 października 2013                                               |
| Minister spraw zagranicznych                          |         | Børge Brende              |                   | Partia Konserwatywna | 16 października 2013                                               |
| Minister handlu i przemysłu                           |         | Monica Mæland             |                   | Partia Konserwatywna | 16 października 2013                                               |
| Minister transportu i komunikacji                     |         | Ketil Solvik-Olsen        |                   | Partia Postępu       | 16 października 2013                                               |
| Minister rolnictwa                                    |         | Jon Georg Dale            |                   | Partia Postępu       | 16 grudnia 2015                                                    |
| Minister rybołówstwa                                  |         | Per Sandberg              |                   | Partia Postępu       | 16 grudnia 2015                                                    |
| Minister sprawiedliwości i bezpieczeństwa publicznego |         | Anders Anundsen           |                   | Partia Postępu       | 16 października 2013                                               |
| Minister edukacji i badań                             |         | Torbjørn Røe Isaksen      |                   | Partia Konserwatywna | 16 października 2013                                               |
| Minister dzieci, równości i integracji                |         | Solveig Horne             |                   | Partia Postępu       | 16 października 2013                                               |
| Minister ropy naftowej i energii                      |         | Tord Lien                 |                   | Partia Postępu       | 16 października 2013                                               |
| Minister zdrowia i opieki społecznej                  |         | Bent Høie                 |                   | Partia Konserwatywna | 16 października 2013                                               |
| Minister pracy i polityki społecznej                  |         | Anniken Hauglie           |                   | Partia Konserwatywna | 16 grudnia 2015                                                    |
| Minister kultury i kościoła                           |         | Linda Hofstad Helleland   |                   | Partia Konserwatywna | 16 grudnia 2015                                                    |
| Minister klimatu i środowiska                         |         | Vidar Helgesen            |                   | Partia Konserwatywna | 16 października 2013 (do 16 grudnia 2015 szef kancelarii premiera) |
| Minister migracji i integracji                        |         | Sylvi Listhaug            |                   | Partia Postępu       | 16 października 2013 (do 16 grudnia 2015 minister rolnictwa)       |
| Minister spraw europejskich i współpracy nordyckiej   |         | Elisabeth Aspaker         |                   | Partia Konserwatywna | 16 października 2013 (do 16 grudnia 2015 minister rybołówstwa)     |

### Wcześniejsi członkowie
Źródło:
| Funkcja                              | Zdjęcie | Imię i nazwisko | Partia polityczna | Partia polityczna    | Data powołania       | Data odwołania  |
| ------------------------------------ | ------- | --------------- | ----------------- | -------------------- | -------------------- | --------------- |
| Minister pracy i polityki społecznej |         | Robert Eriksson |                   | Partia Postępu       | 16 października 2013 | 16 grudnia 2015 |
| Minister kultury i kościoła          |         | Thorhild Widvey |                   | Partia Konserwatywna | 16 października 2013 | 16 grudnia 2015 |